# گل بی رخ یار خوش نباشد
غزلی با مطلعِ «گل بی رخ یار خوش نباشد» غزل شمارهٔ ۱۶۳ از دیوانِ حافظ در تصحیحِ محمد قزوینی و قاسم غنی است.

## در دیگر آثار هنری

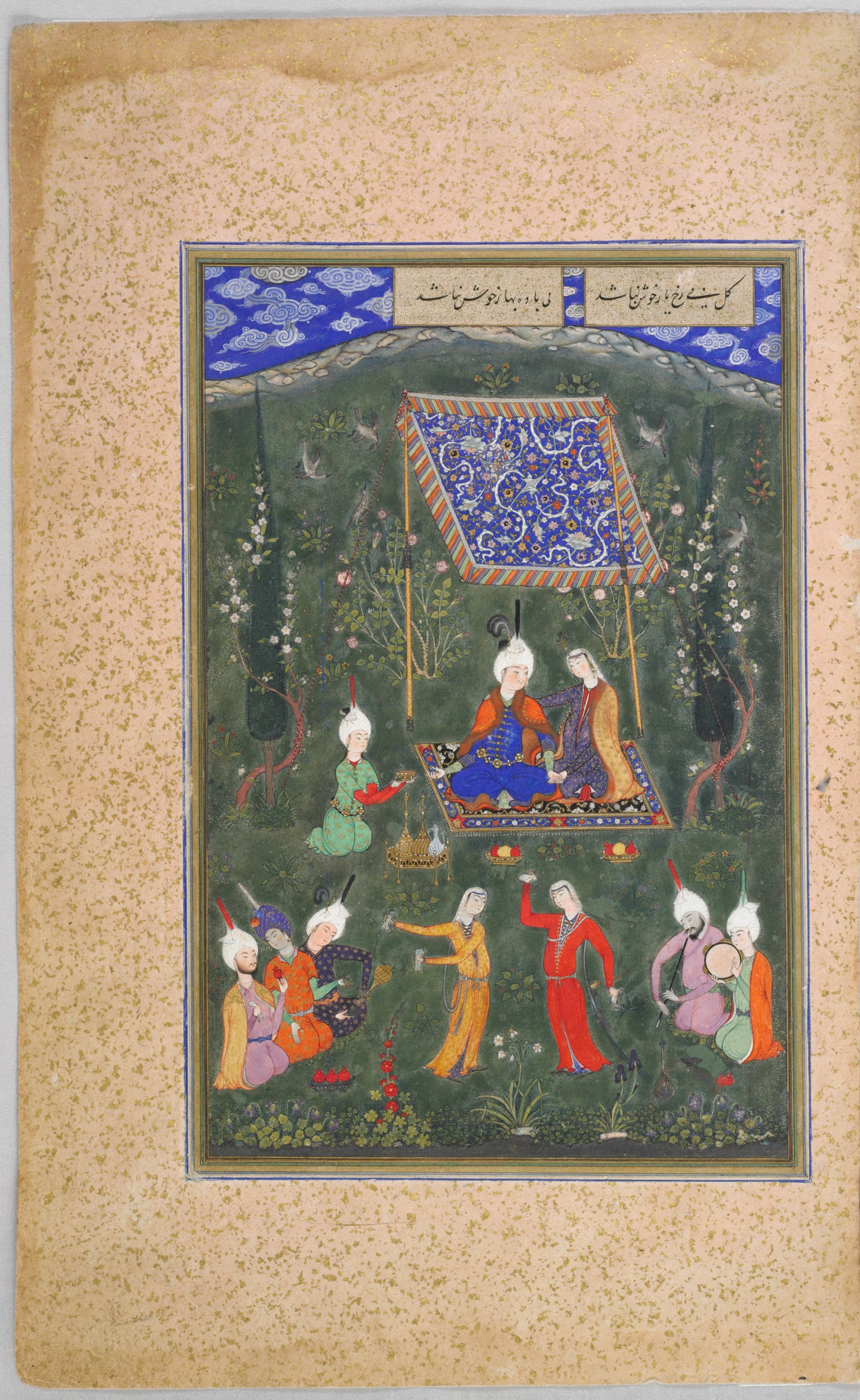
دیدار دو دل‌داده در باغ

یکی از این نمونه‌های موفق تصویرگریِ دیوانِ حافظ، نسخه‌ای از دیوان است که به‌احتمال زیاد در حدودِ سال ۹۴۰ ه‍.ق برای سام میرزا مصوّر و کتابت شده‌است. این نسخه در میان موزهٔ جدید هنر اسلامی در قطر، موزهٔ هنر مِتروپولیتَن، دانشگاه هاروارد و موزهٔ هنری فاگ تقسیم شده و پیشتر نیز در مجموعهٔ کارتیه و سپس در  مجموعهٔ کری ولش نگهداری می‌شده‌است. نسخه در اصل دارای ۵ نگاره شامل بزم، بازی چوگان، مجلس وعظ، سرای پیر مُغان و عید فطر بوده‌است. امروزه محل نگهداری ۴ نگاره معلوم و نگارهٔ «بازی چوگان» نامعلوم است. نگارهٔ بزم یا «دیدار دو دل‌داده در باغ» بر مبنای غزلِ «گل بی رخ یار خوش نباشد / بی‌باده بهار خوش نباشد» تصویر شده است. فردریک روبرت مارتین آن را به آقا میرک، آرمناگ ساکیسان به سلطان محمد و ارنست کونل به شیخ‌زاده نسبت می‌دهند. موضوعِ گل و بهار و مصورسازی صحنه‌های بزم در بسیاری از دیوان‌های مصوّرِ حافظ، رایج بوده و این اثر نیز در همین راستاست.